# HMS Ark Royal (91)
La HMS Ark Royal (91) fu la terza nave della Royal Navy a portare questo nome e la seconda a essere una portaerei. Fu progettata nel 1934 per soddisfare i limiti del trattato navale di Washington e venne costruita dalla Cammell Laird and Company, Ltd. a Birkenhead. Varata il 13 aprile 1937, venne completata nel novembre 1938. Fu la prima portaerei britannica ad essere progettata e costruita come tale.
Il suo scafo era della massima dimensione permessa dal bacino di carenaggio. Questa occasione fu anche la prima in cui il ponte di volo venne costruito come parte integrante della nave invece di essere una sovrastruttura aggiunta ad un vascello preesistente. Possedeva due livelli di ponti hangar.

## Storia
Il 25 settembre 1939 due settimane dopo lo scoppio della seconda guerra mondiale la Ark Royal partecipò al salvataggio del sommergibile Spearfish, che era stato danneggiato al largo di Horn Reefs. Durante questa operazione il 26 settembre uno dei suoi Blackburn Skua abbatté un idrovolante tedesco segnando il primo abbattimento in volo nemico della guerra.
Nel dicembre 1939 venne inviata nell'Atlantico del Sud per partecipare alla ricerca della nave da battaglia tedesca Admiral Graf Spee. Nella primavera del 1940, partecipò alla campagna norvegese insieme alla HMS Glorious. Il 13 giugno 1940 la Ark Royal lanciò un attacco aereo contro Trondheim in Norvegia. Mentre la Ark Royal era orientata con la prua al vento per lanciare i suoi aerei, due cacciatorpediniere che la scortavano, la HMS Antelope e la HMS Electra, entrarono in collisione a causa del tempo nebbioso e dovettero tornare in Inghilterra per essere riparati.
Nel luglio si unì all'attacco contro la base navale francese di Mers El Kébir in Algeria insieme alla HMS Hood, Valiant, Resolution, Arethusa, e Enterprise. Il settembre seguente la Ark Royal prese parte ad un secondo attacco contro la marina della Repubblica di Vichy, questa volta a Dakar. I suoi aerosiluranti attaccarono l'incrociatore da battaglia francese Strasbourg, ma senza colpirla e la nave francese riuscì ad arrivare al sicuro al porto di Tolone. Il 9 luglio 1940 venne attaccata senza subire danni da aerei italiani. Il 1º agosto i suoi aerei attaccarono la base italiana di Cagliari, mentre la portaerei HMS Argus consegnava 12 caccia Hawker Hurricane a Malta. Mentre proteggeva i convogli nel mar Mediterraneo i suoi aerei attaccarono alla fine di novembre le navi da battaglia italiane, senza colpirle; venne a sua volta attaccata da aerei nemici ma senza subire danni.
Attaccò il porto di Genova all'inizio del febbraio 1941 durante un raid della marina britannica nelle acque controllate dall'Italia. Durante il marzo 1941 la Ark Royal inseguì gli incrociatori da battaglia tedeschi Scharnhorst e Gneisenau durante l'ultima fase della sortita atlantica. Nel tardo maggio mentre serviva nel Mediterraneo come parte della Forza H insieme alla HMS Renown ed all'incrociatore HMS Sheffield, venne inviata a partecipare alla cattura della nave da battaglia tedesca Bismarck nell'Atlantico. Il 26 maggio i suoi aerei esploratori avvistarono la Bismarck, più tardi quello stesso giorno i suoi aerosiluranti la attaccarono. Durante il primo attacco gli aerei attaccarono per errore la Sheffield, dato che i piloti non erano stati informati che questa era stata inviata in avanti per seguire la Bismarck. Fortunatamente i siluri equipaggiati con i nuovi detonatori magnetici esplosero nel momento in cui entrarono in acqua (dopo questo evento furono ritenuti inaffidabili e ritirati dall'uso nella Royal Navy) e la Sheffield riuscì ad evadere i rimanenti; Non venne causato alcun danno significativo ed uno dei piloti segnalò 'Sorry for the kipper' (scusate per l'aringa affumicata) alla Sheffield. I siluri equipaggiati con i vecchi detonatori a contatto furono quindi installati sugli Swordfish e venne lanciato un nuovo attacco appena prima del tramonto. Nel secondo attacco gli aerosiluranti colpirono la Bismarck, danneggiando gli ingranaggi del timone, rendendola virtualmente immanovrabile e permettendo alle altre navi da guerra britanniche di stringere le distanze ed affondarla il mattino del 27 maggio. Nessun aereo venne perso in questi attacchi (contrariamente alla trama del film Affondate la Bismarck!).

La Ark Royal presa di mira da un aereo italiano durante la battaglia di capo Teulada

Anche nel 1941 la Ark Royal fu molto attiva nel Mediterraneo. In diverse occasioni traghettò aerei alla base assediata di Malta e protesse convogli diretti a Malta. I tedeschi annunciarono più volte di averla affondata.

### Affondamento
Il 13 novembre 1941, mentre ritornava a Gibilterra da una di queste missioni, la Ark Royal venne colpita da un siluro lanciato dal sommergibile tedesco U-81 al comando del Kapitänleutnant Friedrich Guggenberger. Il progressivo allagamento istantaneo  soffocò le prese delle caldaie, cosicché la nave, non equipaggiata con motori Diesel di riserva, perse ogni fonte di alimentazione, compresa quella destinata alle pompe. Venne ordinato alla HMS Legion di raccogliere tutti i 1487 membri dell'equipaggio e di trasportarli a Gibilterra. Dopo diverse ore, il 14 novembre 1941, durante il traino verso Gibilterra in cui stava già sbandando pesantemente, si capovolse verso destra ed affondò; un solo membro dell'equipaggio perì durante l'evacuazione della nave. La posizione esatta dell'affondamento rimase sconosciuta fino a metà del dicembre 2002, quando la BBC annunciò che una troupe cinematografica aveva avvistato il relitto a 900 m di profondità 48 km al largo di Gibilterra.
Le cause dell'affondamento furono attribuite principalmente all'inesperienza ed alla mancanza di iniziativa nella gestione dei danni: l'allagamento venne lasciato incontrollato troppo a lungo e diversi portelli che avrebbero dovuto essere sigillati furono lasciati aperti. Probabilmente se gli interventi fossero stati più rapidi sarebbe stato possibile trainarla fino alla vicina Gibilterra e ripararla. Comunque diversi difetti costruttivi concorsero all'affondamento: il locale delle caldaie non aveva compartimenti stagni (problema che fu immediatamente rettificato nelle portaerei classe Illustrious e Implacable), le prese d'aria delle caldaie erano state poste molto in basso a causa della presenza di un doppio ponte di volo e mancava un motore Diesel di emergenza.

## Onori di battaglia
- Norvegia 1940
- Spartivento 1940
- Mediterraneo 1940 al 1941
- Bismarck 1941
- Convogli per Malta 1941